# Mansonia altissima
Mansonia altissima är en malvaväxtart som beskrevs av A. Chevalier. Mansonia altissima ingår i släktet Mansonia och familjen malvaväxter. Utöver nominatformen finns också underarten M. a. kamerunica.